# O Trobo
O Trobo es una aldea española situada en la parroquia de Bravos, del municipio de Orol, en la provincia de Lugo, Galicia.

## Demografía
| Gráfica de evolución demográfica de O Trobo entre 2000 y 2020 |
|                                                               |
| Datos según el nomenclátor publicado por el INE.              |